# Уайът Ърп
„Уайът Ърп“ (на английски: Wyatt Earp) е американски биографичен уестърн от 1994 г. на режисьора Лорънс Касдан, който е продуцент и съсценарист на филма заедно с Дан Гордън. Във филма участват Кевин Костнър, Джийн Хекман, Марк Хармън, Майкъл Медсън, Бил Пулман, Денис Куейд, Изабела Роселини, Том Сайзмор, Джобет Уилямс, Меър Уинингам и Джим Кавийзъл в една от ранните му роли.